# Moriz Nähr

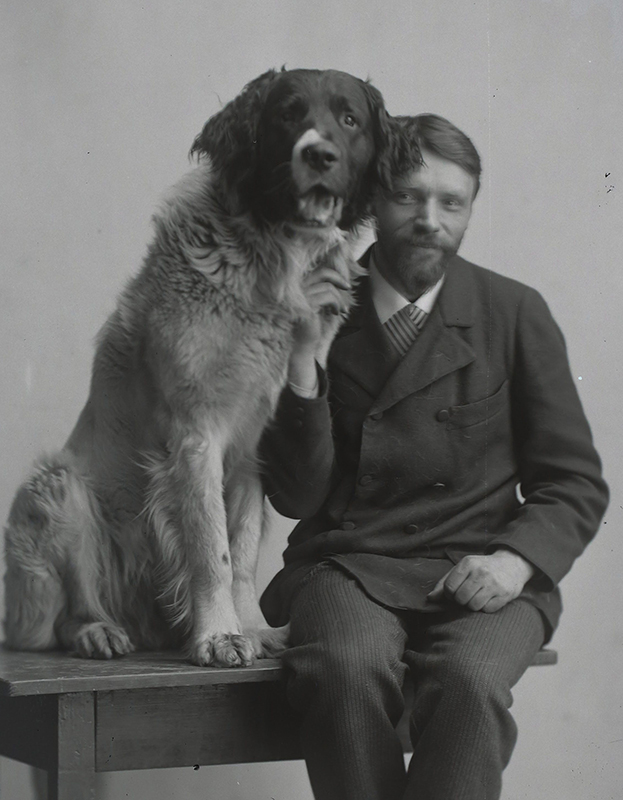
Moriz Nähr mit Hund, um 1890

Moriz Nähr (* 4. August 1859 in Wien; † 28. Juni 1945 in Wien; spätere Schreibweise auch Moritz) war ein österreichischer Fotograf. Er ist unter anderem bekannt für seine Porträts von Gustav Klimt, Gustav Mahler und Ludwig Wittgenstein. Außerdem war er am Wiener Hof tätig.

## Leben
Nähr war der Sohn des Tandlers und Inhabers eines Möbel-Warenlagers Johann Georg Nähr (1812–1872) und dessen Ehefrau Antonia Josefa geborene Neumann (1824–1899). Der Großvater Johann Michael Nähr (1767–1851) kam aus dem mährischen Dorf Oblas (heute Stadtteil Oblekovice der tschechischen Stadt Znojmo) und zog nach Wien. Die Familie Johann Georg Nähr wohnte in der 1850 zu Wien eingemeindeten Gemeinde Spittelberg in der Nummer 121 (heute Neustiftgasse 11; Nährs Geburtshaus ist nicht mehr vorhanden). Nach dem Schulabschluss besuchte Nähr zwischen 1875 und 1877 für anderthalb Jahre die Kunstgewerbeschule und lernte dort Maximilian Lenz kennen, der lebenslang ein enger Freund blieb und später ein Mitbegründer der Wiener Secession war. Aus finanziellen Gründen konnte Nähr zunächst nicht, wie sein Freund Lenz, Malerei studieren und ging in das Fotoatelier seines fast elf Jahre älteren Bruders Karl in Schemnitz. Nach dem frühen Tod Karls ging Moriz wieder nach Wien zurück und schrieb sich 1878 als Gasthörer an der Allgemeinen Malschule der Akademie der bildenden Künste Wien ein. Er blieb nur zwei Semester, bezeichnete sich jedoch auch Jahre später als akademischer Maler.

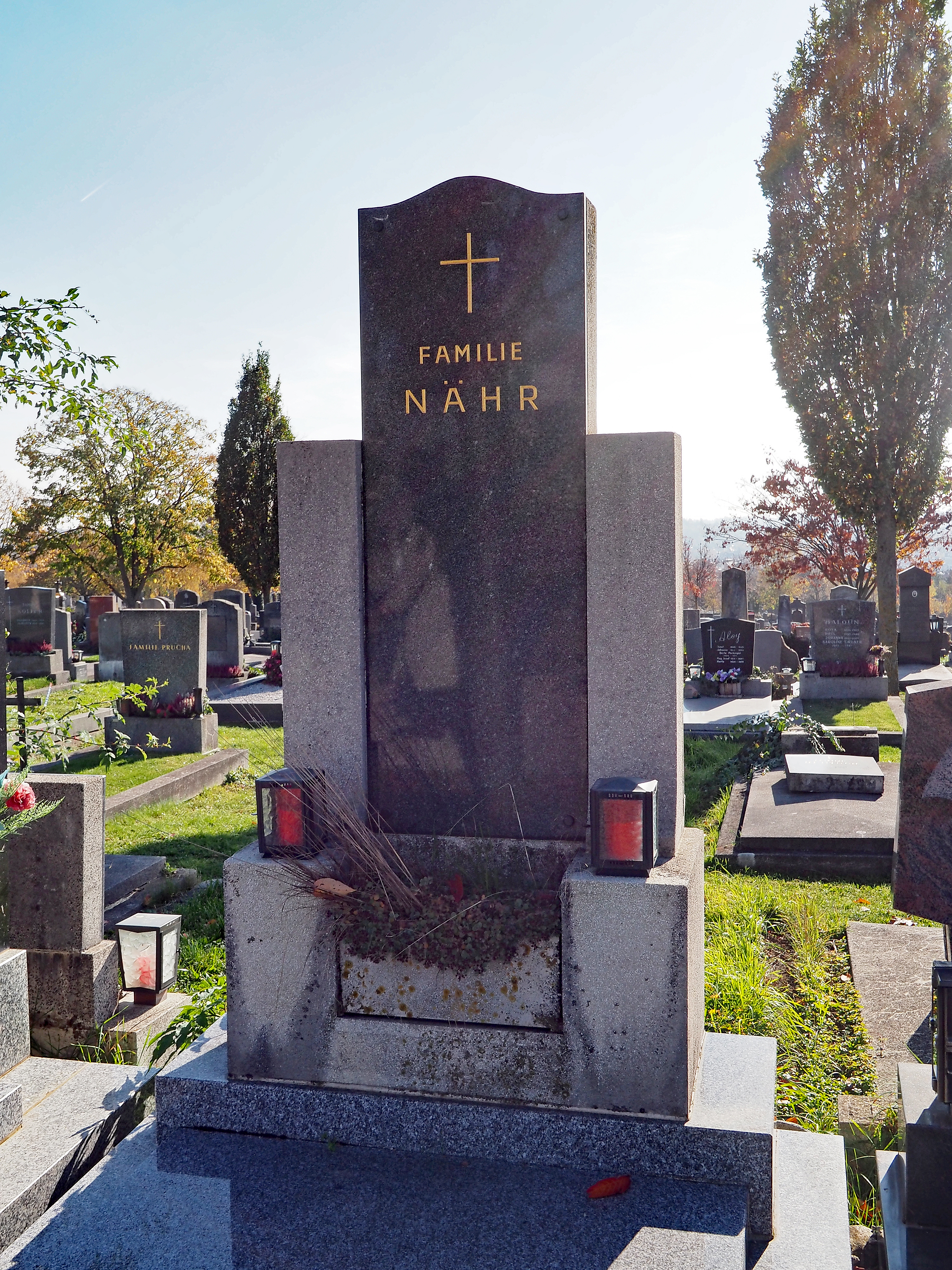
Grab von Moriz Nähr auf dem Baumgartner Friedhof

Die Internationale Ausstellung künstlerischer Photographien 1891 in Wien brachte Nähr erste öffentliche Anerkennung für seine Werke, insbesondere für Waldinneres und Aus dem Prater. Seit 1893 war Nähr Mitglied der Photographischen Gesellschaft, man wählte ihn 1907 in deren Vorstand und er erhielt 1910 die Goldene Gesellschaftsmedaille en vermail. 1908 wurde Nähr Mitglied des Deutschen Werkbundes und 1912 Mitbegründer des Österreichischen Werkbundes.
Nähr war befreundet mit einigen Mitgliedern Hagenbundes und der Wiener Secession. Er ist bekannt für viele Fotografien der Mitglieder dieser Vereinigungen und deren Ateliers. Außerdem wurde er 1908 vom Erzherzog Franz Ferdinand zum Kammerfotografen ernannt und beriet Erzherzogin Isabella beim Fotografieren. Nähr erhielt viele Aufträge von den Habsburgern, zuletzt 1917 für eine Fotografie des damals fünf Jahre alten letzten Kronprinzen Otto.
Sein Grab befindet sich auf dem Baumgartner Friedhof (K1-41). Dort sind auch seine Ehefrau Ludmilla und seine beiden Schwestern begraben.

## Werke (Auswahl)

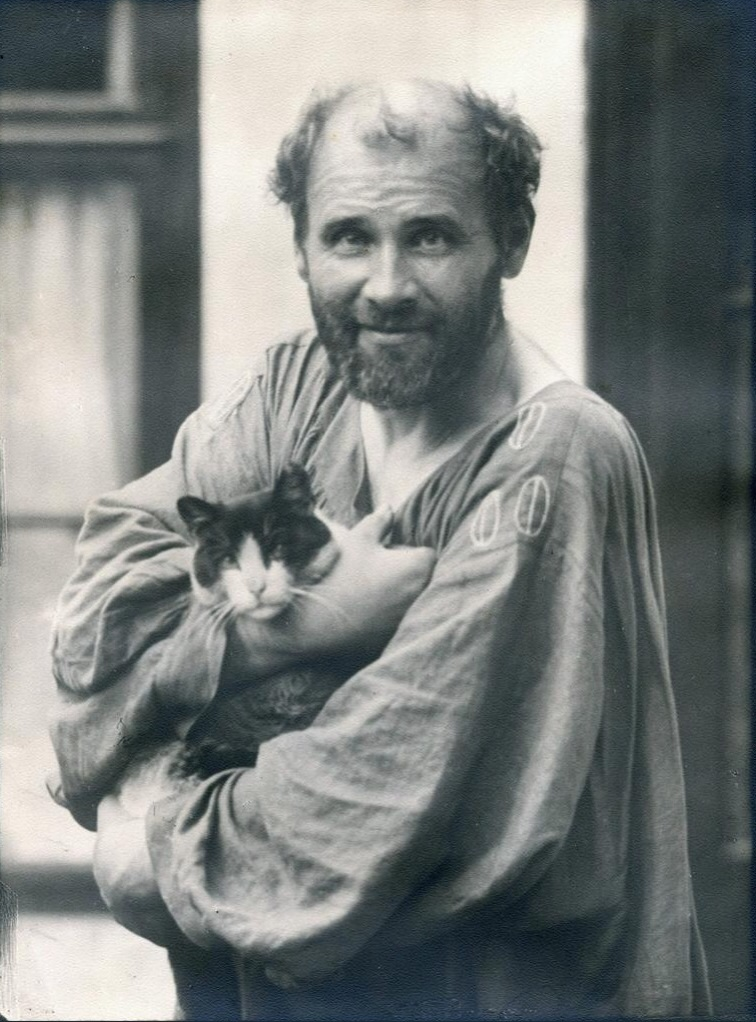
Der Maler Gustav Klimt mit seiner Katze
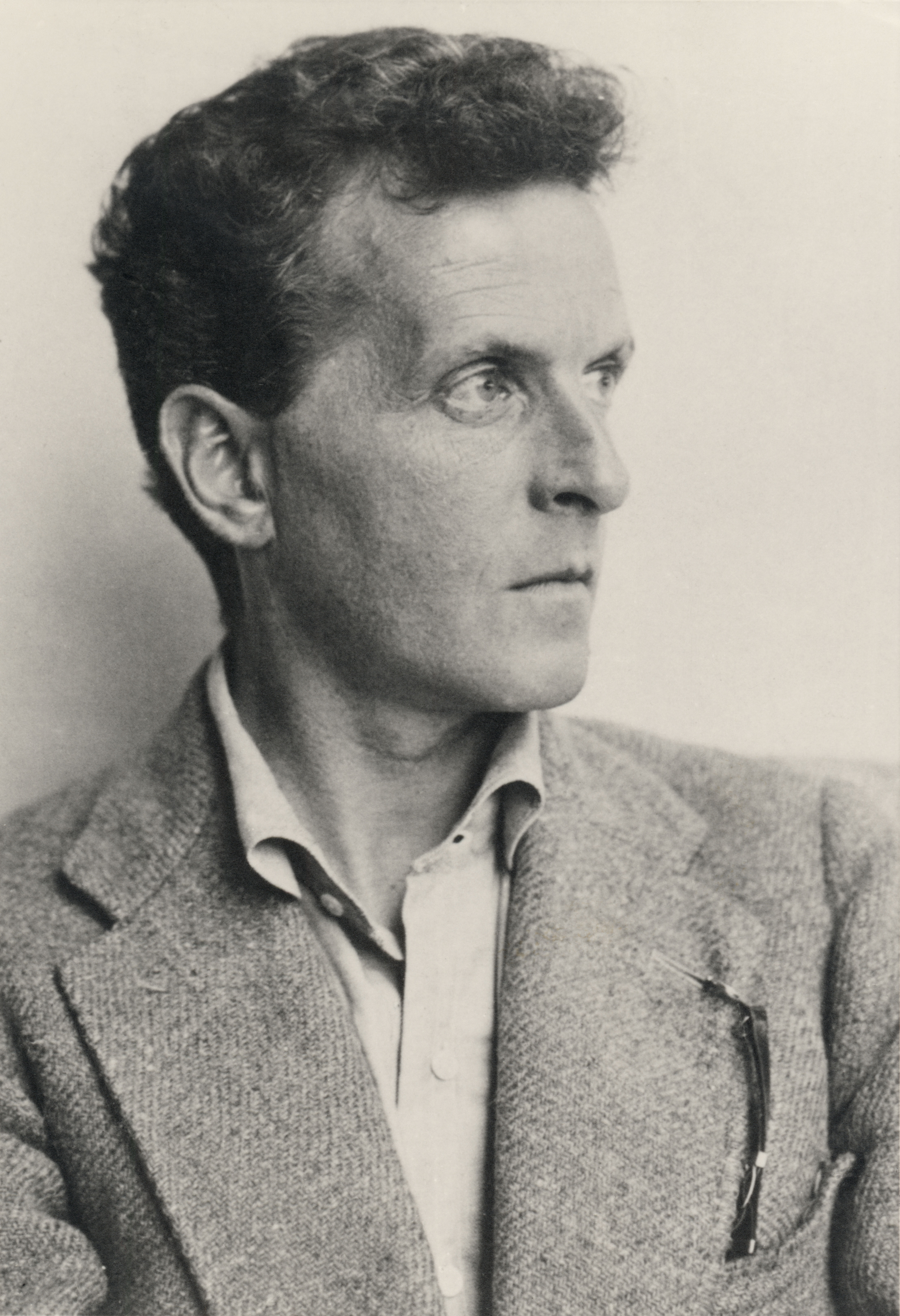
Der Philosoph Ludwig Wittgenstein
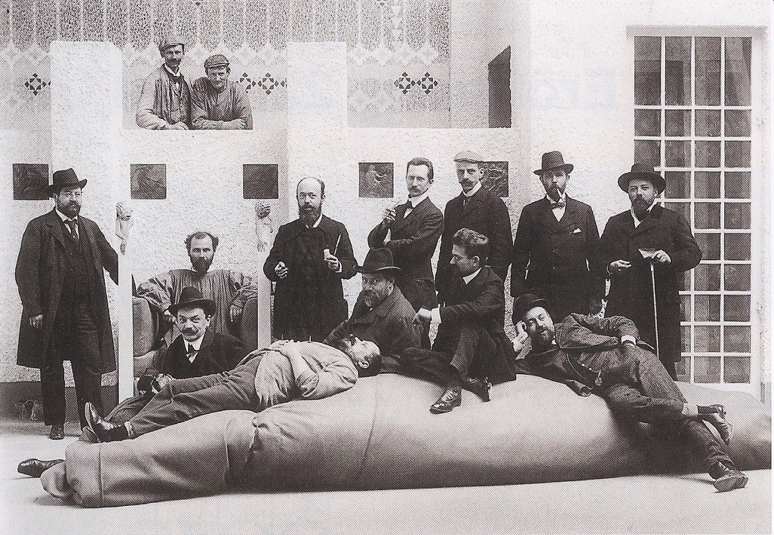
Wiener Sezession 1902
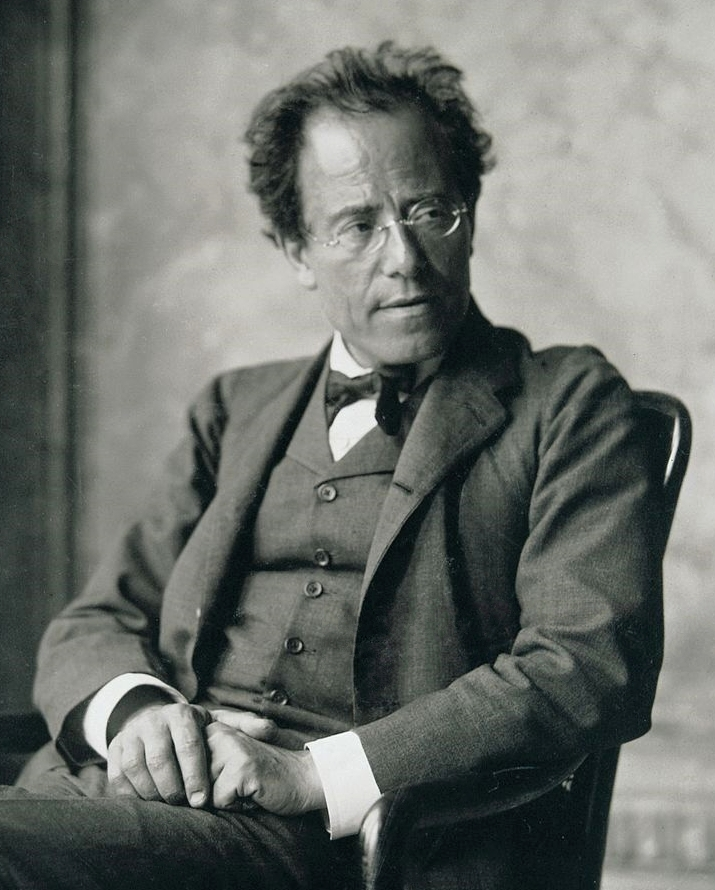
Gustav Mahler
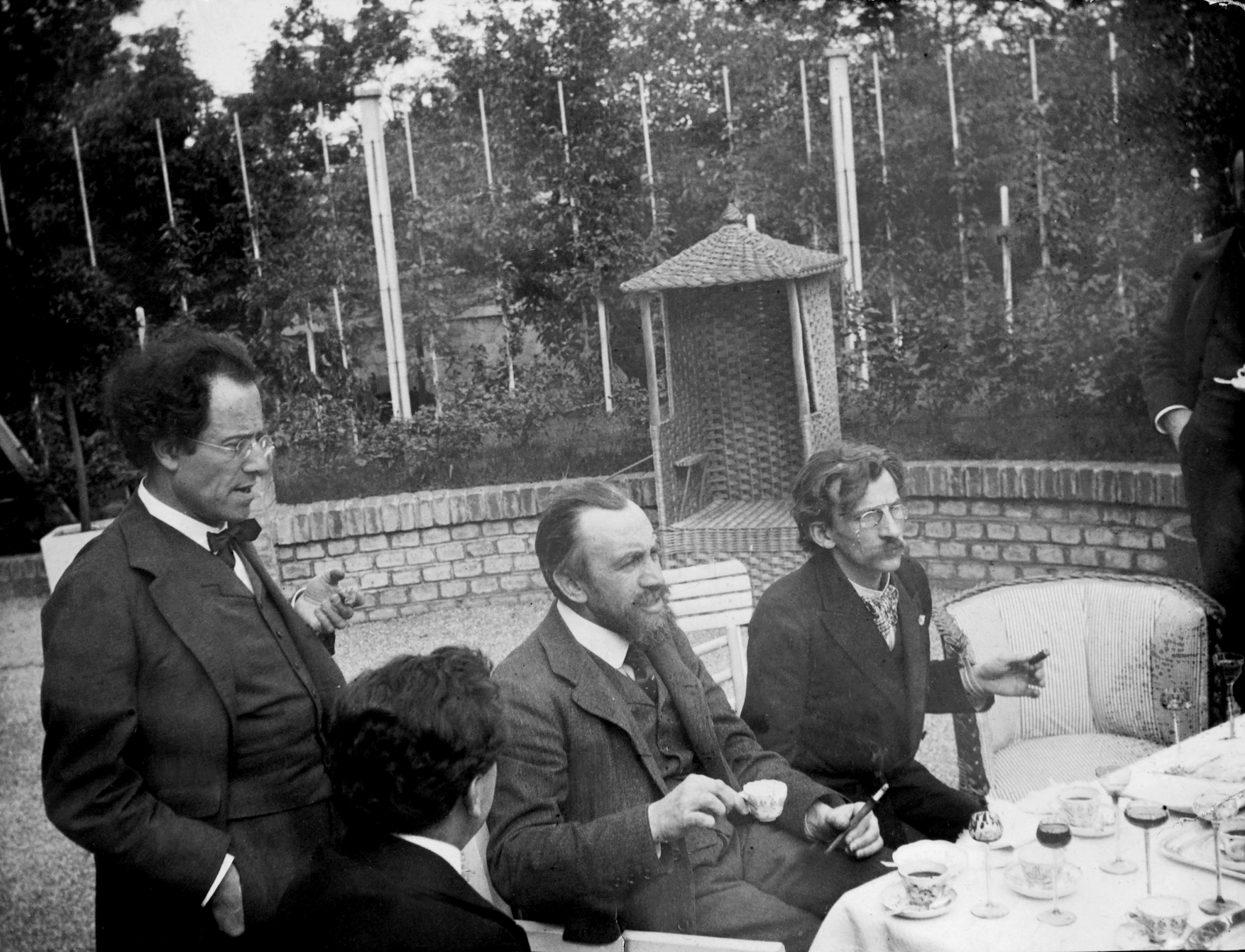
Max Reinhardt, Gustav Mahler, Carl Moll und Hans Pfitzner im Garten der Villa Moll 1905
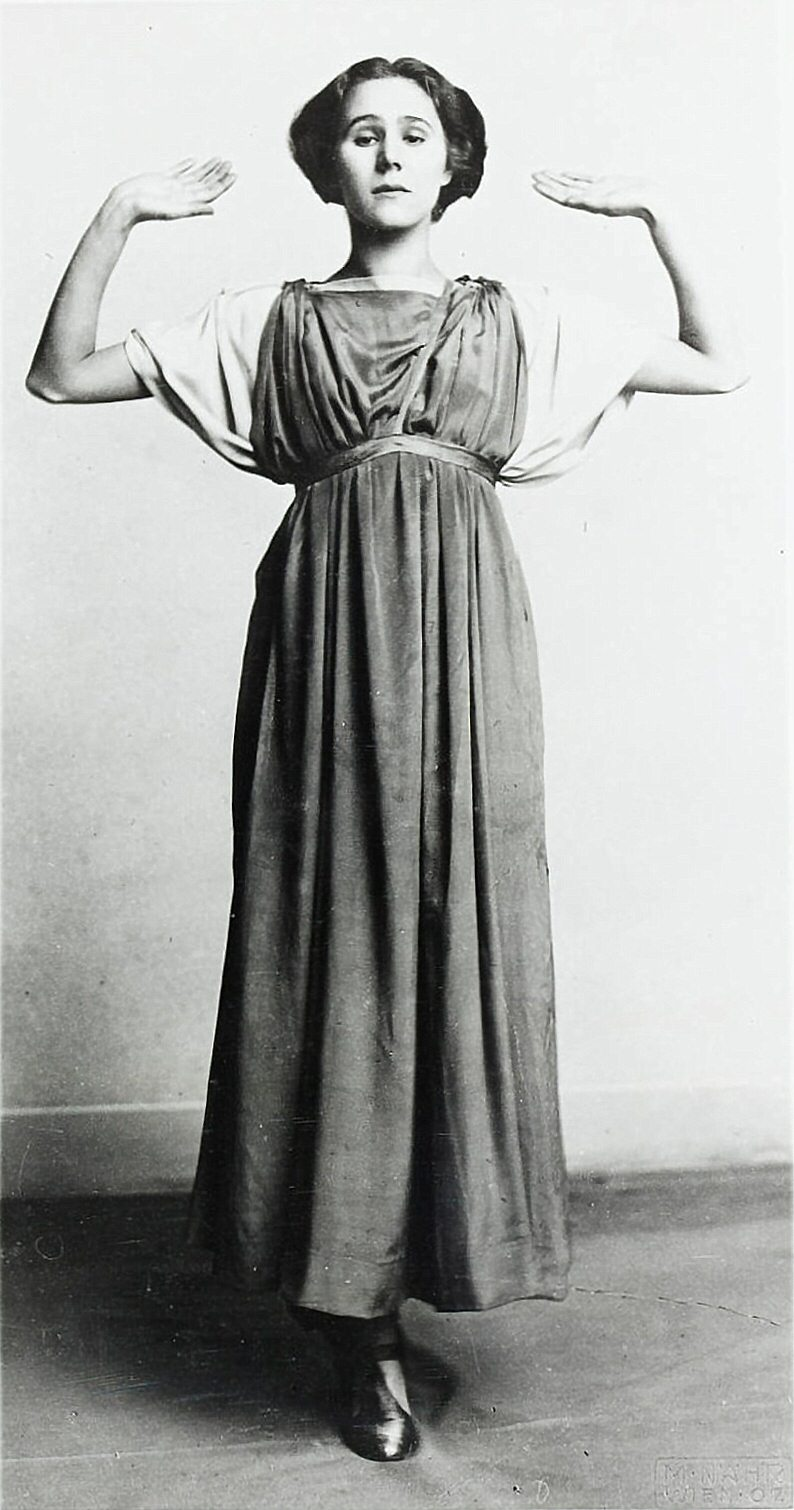
Grete Wiesenthal zwischen 1906 und 1908
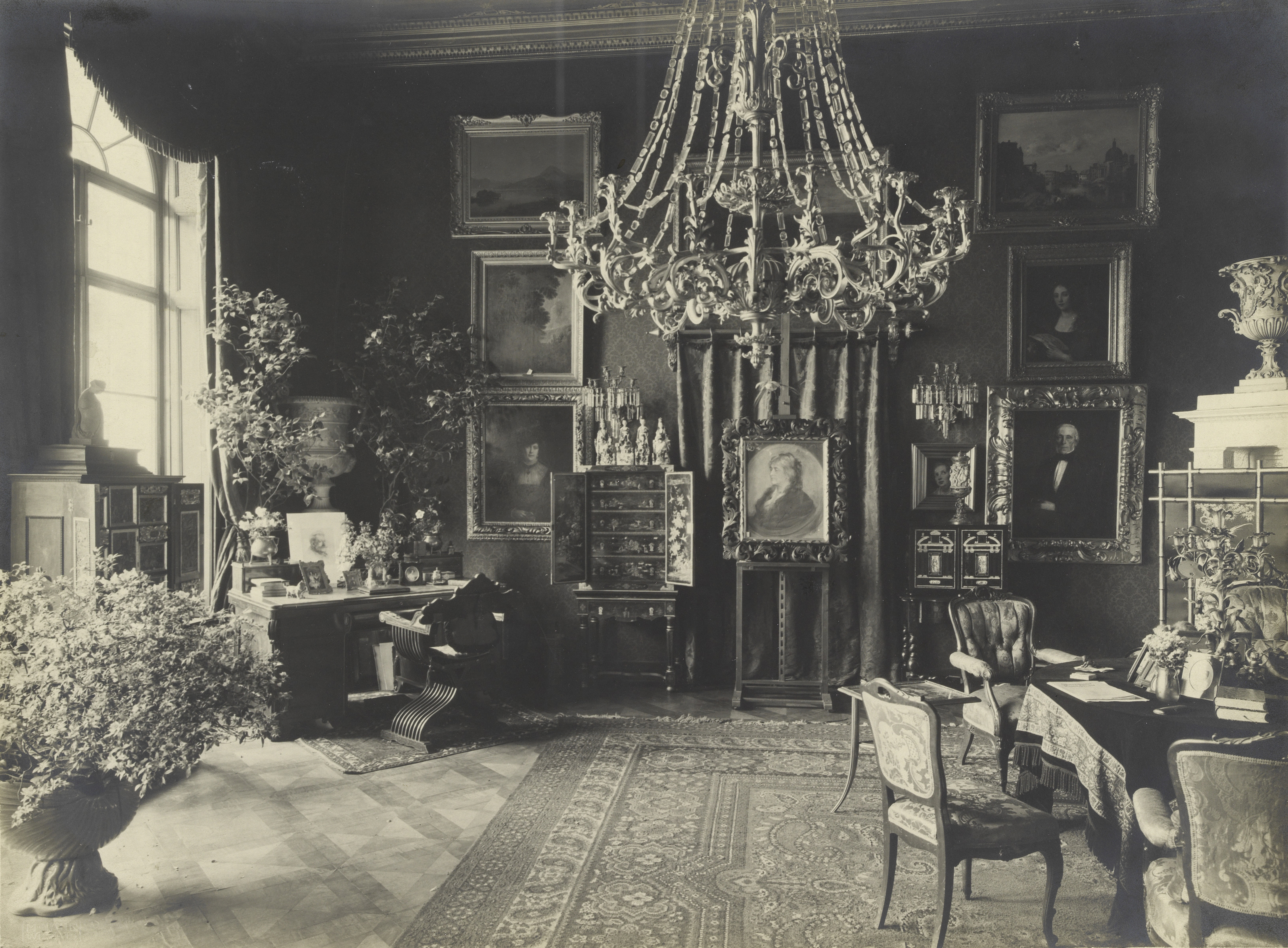
Innenansicht der Villa Wertheimstein 1912

## Familie
Moriz Nähr heiratete wenige Wochen vor seinem Tod seine langjährige Lebenspartnerin Ludmilla Waas geborene Maržik (1860–1949). Sie kannten sich schon sehr lange, wohnten ab 1900 zusammen in der Burggasse 33/16 und zogen 1917 zu Moriz Nährs jüngster Schwester Antonia in die Siebensterngasse 30, wo sie bis zu ihrem Tod lebten. Das Ehepaar hatte keine Kinder. Nähr hatte mehrere Geschwister:
- Karl Leopold (1848–1878), Fotograf (Atelier im mährischen Schemnitz, heute Banská Štiavnica in der Slowakei)
- Leopoldina Antonia (1849–1930)[8], Mitinhaberin des Modesalons Grohmann & Nähr in Wien
- Friedrich „Fritz“ Anton (1861–1900), Fotograf (Atelier in der Floridsdorfer Hauptstraße 27; wurde 1895 in die Niederösterreichische Landesirrenanstalt eingewiesen und Moriz wurde sein Sachwalter)
- Antonia (1865–1928)[9], Klavierlehrerin in Wien

sowie weitere Geschwister, die jedoch das Säuglingsalter nicht überlebten. Leopoldina und Antonia blieben unverheiratet, obwohl im Sterbebuch für Leopoldina (wohl fälschlich) „Witwe“ vermerkt ist.